# Liste des maires de São Paulo

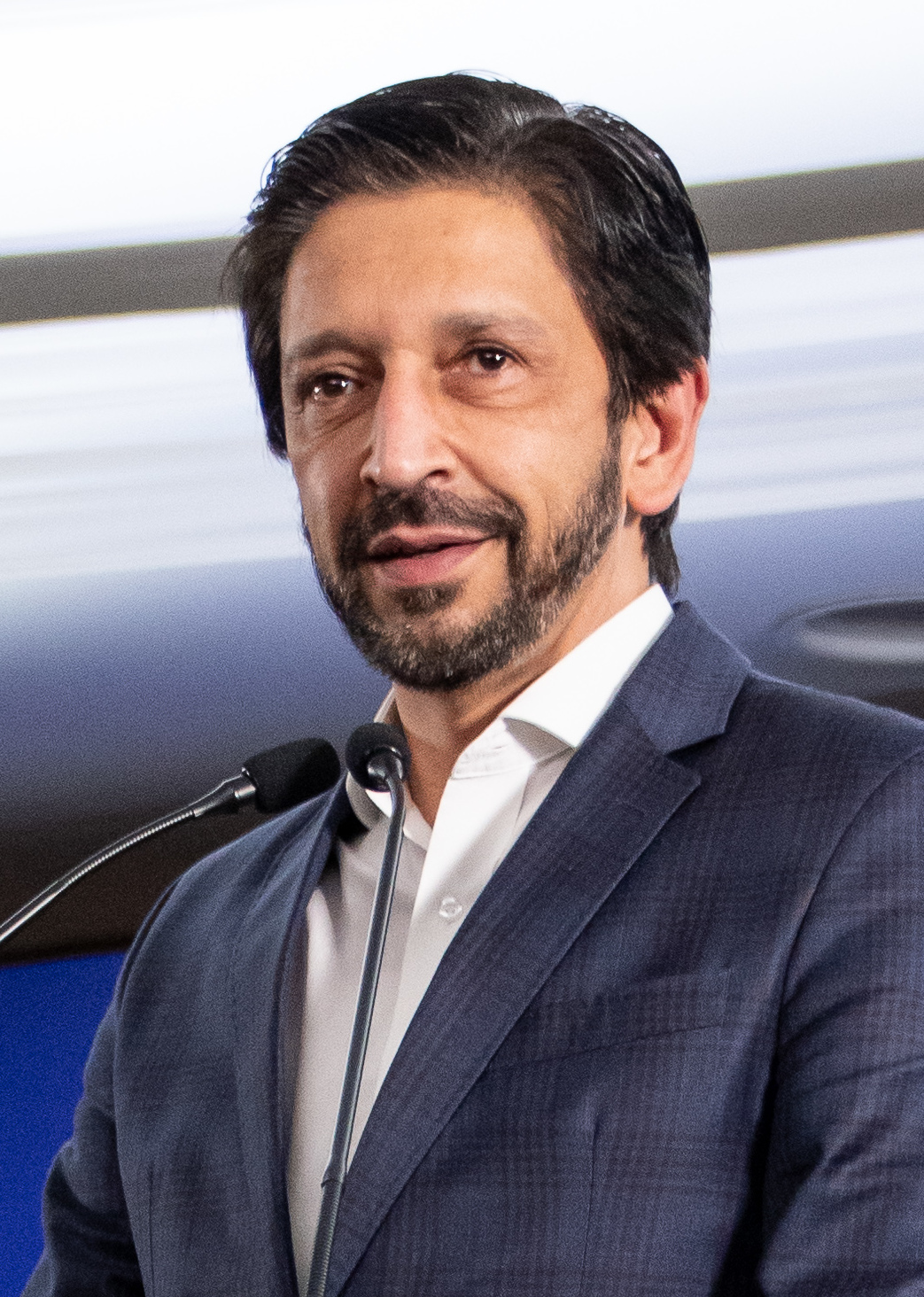
Ricardo Nunes

Cet article établit la liste des maires de la ville de São Paulo, dans l'état de São Paulo au Brésil.
| Période                                  | Période          | Identité                          | Étiquette             | Qualité                                                         |
| ---------------------------------------- | ---------------- | --------------------------------- | --------------------- | --------------------------------------------------------------- |
| 5 mai 1835                               | 21 novembre 1835 | Luís Antônio de Sousa Barros      |                       |                                                                 |
| 13 février 1836                          | 21 février 1836  | Joaquim José de Morais e Abreu    |                       |                                                                 |
| 21 février 1836                          | 28 février 1838  | Pedro Gomes de Camargo            |                       |                                                                 |
| 7 janvier 1899                           | 15 janvier 1911  | Antônio da Silva Prado            | PRP                   | Avocat, propriétaire terrien, banquier, homme d’affaires        |
| 16 janvier 1911                          | 14 janvier 1914  | Raimundo da Silva Duprat          | PRP                   |                                                                 |
| 15 janvier 1914                          | 16 août 1919     | Washington Luís                   | PRP                   | Avocat, historien                                               |
| 16 août 1919                             | 15 janvier 1920  | Álvaro Gomes da Rocha Azevedo     | PRP                   | Avocat                                                          |
| 16 janvier 1920                          | 15 janvier 1926  | Firmiano de Morais Pinto          | PRP                   |                                                                 |
| 16 janvier 1926                          | 24 octobre 1930  | José Pires do Rio                 | PRP                   | Ingénieur civil, géologue, économiste, journaliste              |
| 24 octobre 1930                          | 6 décembre 1930  | José Joaquim Cardoso de Melo Neto | PD                    | Avocat, professeur                                              |
| 6 décembre 1930                          | 26 juillet 1931  | Luís Inácio de Anhaia Melo        |                       | Professeur émérite                                              |
| 26 juillet 1931                          | 14 novembre 1931 | Francisco Machado de Campos       | PD                    | Ingénieur civil                                                 |
| 14 novembre 1931                         | 5 décembre 1931  | Luís Inácio de Anhaia Melo        |                       | Professeur émérite                                              |
| 5 décembre 1931                          | 24 mai 1932      | Henrique Jorge Guedes             | PRP                   | Ingénieur civil                                                 |
| 24 mai 1932                              | 3 octobre 1932   | Gofredo Teixeira da Silva Teles   | PRP                   |                                                                 |
| 3 octobre 1932                           | 29 décembre 1932 | Artur Saboia                      |                       | Urbaniste                                                       |
| 29 décembre 1932                         | 2 avril 1933     | Teodoro Augusto Ramos             |                       | Mathématicien                                                   |
| 2 avril 1933                             | 24 mai 1933      | Artur Saboia                      |                       | Urbaniste                                                       |
| 24 mai 1933                              | 31 juillet 1933  | Osvaldo Gomes da Costa            |                       | Militaire                                                       |
| 31 juillet 1933                          | 22 août 1933     | Carlos dos Santos Gomes           |                       | Militaire, journaliste                                          |
| 22 août 1933                             | 7 septembre 1934 | Antônio Carlos de Assunção        |                       | Avocat                                                          |
| 7 septembre 1934                         | 1er mai 1938     | Fábio da Silva Prado              |                       | Ingénieur civil                                                 |
| 1er mai 1938                             | 11 novembre 1945 | Prestes Maia                      |                       | Ingénieur civil, architecte                                     |
| 11 novembre 1945                         | 15 mars 1947     | Abraão Ribeiro                    |                       | Avocat                                                          |
| 15 mars 1947                             | 29 août 1947     | Cristiano Stockler das Neves      | PSP                   | Architecte                                                      |
| 29 août 1947                             | 26 août 1948     | Paulo Lauro                       | PSP                   | Juriste                                                         |
| 26 août 1948                             | 4 janvier 1949   | Milton Improta                    |                       | Économiste                                                      |
| 4 janvier 1949                           | 28 février 1950  | Asdrúbal da Cunha                 | PSP                   | Militaire                                                       |
| 28 février 1950                          | 1er février 1951 | Lineu Prestes                     | PSP                   | Professeur                                                      |
| 1er février 1951                         | 7 avril 1953     | Armando de Arruda Pereira         | PSP                   | Ingénieur civil                                                 |
| 8 avril 1953                             | 31 janvier 1955  | Jânio Quadros                     | PDC puis PTN          | Avocat, professeur                                              |
| 31 janvier 1955                          | 21 juin 1955     | William Salem                     | PSP                   |                                                                 |
| 21 juin 1955                             | 13 avril 1956    | Juvenal Lino de Matos             | PSP                   | Comptable, économiste, professeur                               |
| 13 avril 1956                            | 7 avril 1957     | Wladimir de Toledo Piza           | PTB                   | Médecin, écrivain                                               |
| 8 avril 1957                             | 7 avril 1961     | Ademar Pereira de Barros          | PSP                   | Aviateur, médecin, homme d’affaires                             |
| 8 avril 1961                             | 7 avril 1965     | Prestes Maia                      | UDN                   | Ingénieur civil, architecte                                     |
| 8 avril 1965                             | 7 avril 1969     | José Vicente Faria Lima           | MTR puis ARENA        | Ingénieur militaire                                             |
| 8 avril 1969                             | 7 avril 1971     | Paulo Maluf                       | ARENA                 | Homme d’affaires, ingénieur civil                               |
| 8 avril 1971                             | 22 août 1973     | José Carlos de Figueiredo Ferraz  |                       | Ingénieur civil, Professeur                                     |
| 22 août 1973                             | 27 août 1973     | Brasil Vita                       | ARENA                 | Avocat                                                          |
| 28 août 1973                             | 16 août 1975     | Miguel Colasuonno                 | ARENA                 | Économiste                                                      |
| 17 août 1975                             | 11 juillet 1979  | Olavo Setúbal                     | ARENA                 | Ingénieur civil, industriel, banquier                           |
| 12 juillet 1979                          | 14 mai 1982      | Reinaldo de Barros                | ARENA puis PDS        | Ingénieur civil                                                 |
| 15 mai 1982                              | 14 mars 1983     | Antônio Salim Curiati             | PDS                   | Médecin                                                         |
| 15 mars 1983                             | 10 mai 1983      | Francisco Altino Lima             | PMBD                  |                                                                 |
| 11 mai 1983                              | 31 décembre 1985 | Mário Covas                       | PMBD                  | Ingénieur civil                                                 |
| 1er janvier 1986                         | 31 décembre 1988 | Jânio Quadros                     | PTB puis indépendant  | Avocat, professeur                                              |
| 1er janvier 1989                         | 31 décembre 1992 | Luiza Erundina                    | PT                    | Assistante sociale                                              |
| 1er janvier 1993                         | 31 décembre 1996 | Paulo Maluf                       |                       | Homme d’affaires, ingénieur civil                               |
| 1er janvier 1997                         | 31 décembre 2000 | Celso Pitta                       | PPB puis PTN          | Économiste                                                      |
| 1er janvier 2001                         | 31 décembre 2004 | Marta Suplicy                     | PMDB                  | Psychanalyste, sexologue                                        |
| 1er janvier 2005                         | 31 mars 2006     | José Serra                        | PSDB                  |                                                                 |
| 31 mars 2006                             | 31 décembre 2012 | Gilberto Kassab                   | PFC puis DML puis PSD | Économiste, ingénieur civil, homme d’affaires, agent immobilier |
| 1er janvier 2013                         | 31 décembre 2016 | Fernando Haddad                   | PT                    | professeur                                                      |
| 1er janvier 2017                         | 6 avril 2018     | João Doria                        | PSDB                  | Homme d’affaires, journaliste, publicitaire                     |
| 6 avril 2018                             | 16 mai 2021      | Bruno Covas                       | PSDB                  | Avocat, économiste                                              |
| 16 mai 2021                              | En cours         | Ricardo Nunes                     | MDB                   | Homme d’affaires                                                |
| Les données manquantes sont à compléter. |                  |                                   |                       |                                                                 |